# Symfonie nr. 3 (Roussel)
Albert Roussel voltooide zijn Symfonie nr. 3 in 1930.

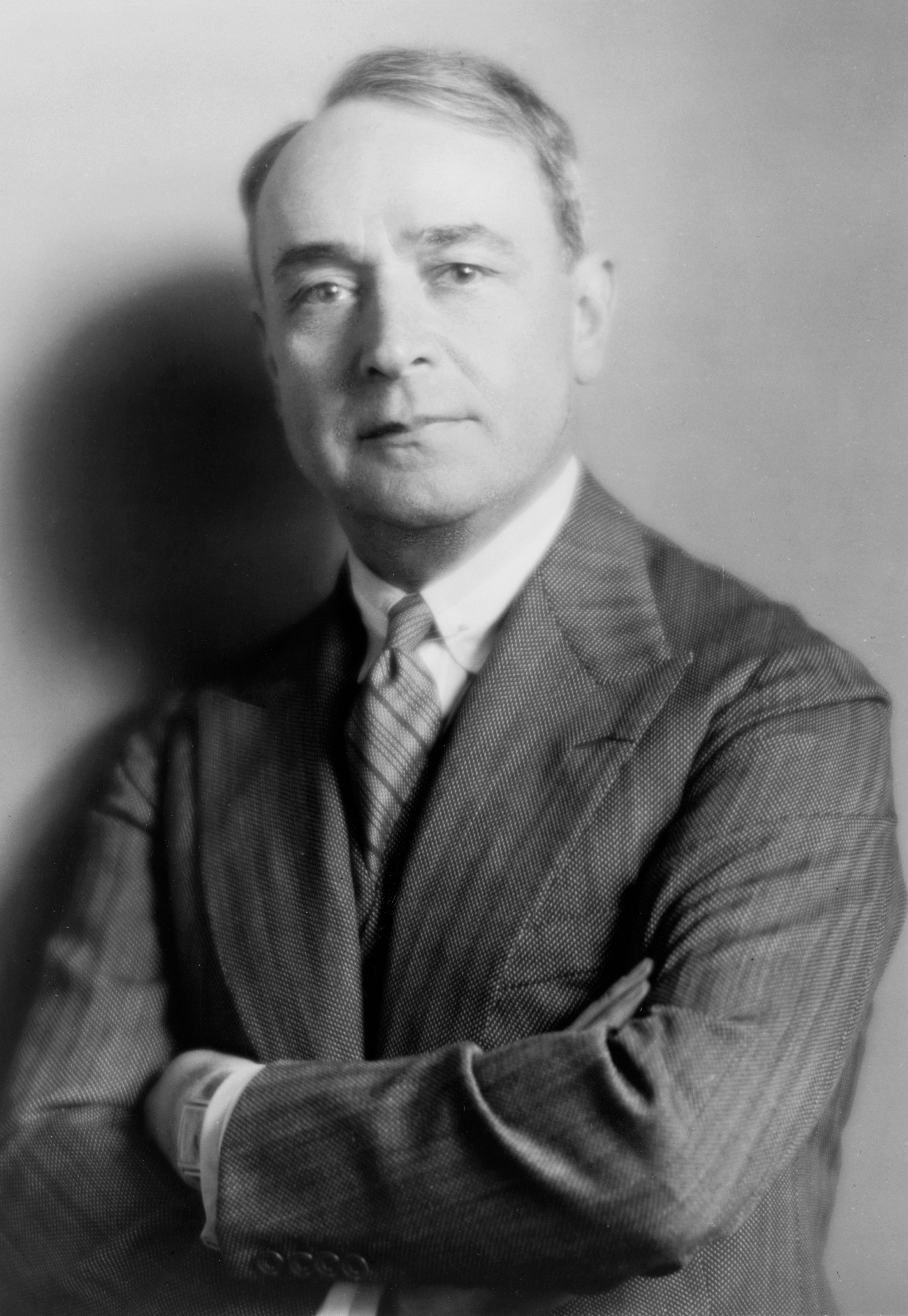
Koussevitzky

De symfonie werd op verzoek geschreven van het Boston Symphony Orchestra en haar dirigent Serge Koussevitzky. Het orkest vierde in 1930 hun vijftigjarig bestaan en nodigde tal van componisten uit werken voor het symfonieorkest te schrijven. Een aantal van die werken ging behoren tot het standaardrepertoire binnen de klassieke muziek van de 20e eeuw. De derde symfonie van Roussel bleef toch vooral een Franse aangelegenheid.
De symfonie behoort tot de derde (en laatste) periode in het werk van Roussel. Hij ging over tot de neoclassicistische stijl. Afgaand op zijn derde symfonie is vooral een invloed van Igor Stravinsky te horen. Stravinsky schreef overigens voor diezelfde festiviteiten zijn Psalmensymfonie. Uiteraard was de eerste uitvoering weggelegd voor het Amerikaanse orkest en dirigent en wel op 24 december 1930.
De symfonie kent vier delen:
1. Allegro vivace
2. Adagio
3. Vivace
4. Allegro con spirito

## Orkestratie
- 1 piccolo (tevens fluit III), 2 dwarsfluiten (II ook piccolo), 2 hobo’s, 1 althobo, 2 klarinetten, 1 basklarinet, 2 fagotten, 1 contrafagot
- 4 hoorns, 4 trompetten,  3 trombones,  1 tuba
- pauken, triangel, bekkens, grote trom, kleine troms, tamtam, 2 harpen, 1 celesta
- violen, altviolen, celli, contrabassen

## Discografie
Er zijn talloze opnamen van dit werk voorhanden, waaronder een van Hans Vonk met het Koninklijk Concertgebouworkest. De meeste opnamen zijn van Franse symfonieorkesten, dan wel orkesten onder leiding van Franse dirigenten.